# Briouze
Briouze település Franciaországban, Orne megyében. Lakosainak száma 1511 fő (2022. január 1.). Briouze Craménil, Bellou-en-Houlme, Le Ménil-de-Briouze, Pointel, Saint-André-de-Briouze és Sainte-Opportune községekkel határos.

## Népesség
A település népességének változása:
| Lakosok száma | 1553 | 1542 | 1621 | 1534 | 1526 | 1517 | 1510 | 1513 | 1511 |
|               | 2013 | 2015 | 2016 | 2017 | 2018 | 2019 | 2020 | 2021 | 2022 |